# Ugueth Urbina
Ugueth Urtaín Urbina Villarreal (Caracas, 15 de fevereiro de 1974) é um jogador profissional de beisebol venezuelano.

## Carreira
Ugueth Urbina foi campeão da World Series 2003 jogando pelo Florida Marlins. Na série de partidas decisiva, sua equipe venceu o New York Yankees por 4 jogos a 2.